# Данилюк Назарій Степанович
Наза́рій Данилю́к  (псевдо Перебийніс; 1910, с. Витилівка, Кіцманський район, Чернівецька область — пом. 31 жовтня 1951,) — курінний Буковинського куреня УПА (листопад 1944 — весна 1945), провідник Коломийського окружного провіду ОУНР.

## Життєпис
Народився в селі Витилівка Кіцманського району Чернівецької області в селянській родині. Його батько, Степан Данилюк був розстріляний НКВС в Умані 1941 року. Назарій Данилюк після закінчення Чернівецької гімназії здобуває вищу освіту в Бельгії. Повернувшись на Буковину працював адвокатом. Одружився з Лючією Карличук, студенткою медичного інституту.
В 1934 році вступив в ОУН. Щоб не бути арештованим румунською владою, звертається до німецького консульства з проханням дати дозвіл на виїзд закордон і в жовтні виїжджає до Львова. Дружина закінчує там медичний інститут і починає практикувати, а Назарій викладає право у військовій вищій школі.

### В лавах УПА

Група повстанців з ТВ-21 «Гуцульщина». Зліва направо: Назарій Данилюк («Перебийніс») (Буковина); сотник Іван Кулик («Сірий»); Василь Скригунець («Гамалія»), командир сотні важких кулеметів «Черемош», сотник Петро Мельник «Хмара» (командир ТВ-21 «Гуцульщина»); Микола Харук («Вихор»), командир сотні ім. І. Богуна

З часу створення УПА добровільно вступає в її ряди, має псевдо «Підкова». Разом з Назарієм в УПА працює лікарем його дружина. В січні 1944 року з наказу Центрального проводу ОУН-УПА назначений сотенним під псевдо «Перебийніс», його цифровий псевдонім Л-54.

Зліва направо: Іван Дебринюк «Непорадний», Данилюк Назарій та Білінчук Дмитро.

У листопаді 1944 р. окружний провід ОУН Коломийщини відрядив сотенних-буковинців «Перебийноса» і Романа Дубика-«Боєвіра» у рідні терени. Разом із чоловіком на Буковину повернулася і його дружина Лучія Данилюк-«Люся», «Галина», лікар за фахом, її призначено санітарним референтом в обласному проводі ОУН Буковини. Поручник «Перебийніс» спочатку очолив сотню, а потім — Буковинський курінь УПА. Колишній курінний Олекса Додяк-«Крига» став командиром першої сотні, Роман Дубик-«Боєвір», Ілля Мацьопа-«Хмара», Онуфрій Москалюк-«Яструб» і Олексій Рижко-«Борисенко» — інших сотень. Вояки куреня під командою досвідчених командирів звели десятки боїв з внутрішніми і прикордонними військами НКВС, здійснили декілька нападів на гарнізони ВВ НКВС та станиці «стрибків», знищуючи окупантів та їх прислужників. Але вже влітку 1945 р. Буковинський курінь було розформовано.

### У підпіллі ОУН

Назарій Данилюк з ведмедем.

У листопаді 1946 р. «Перебийніс» переведений до теренової сітки ОУН, від серпня 1947 р. — член окружного проводу ОУН Коломийщини. Колишня підпільниця Василина Петріянчук-Домнюк -«Квітка» називала «Перебийноса» надрайонним провідником. Але в той час надрайонним провідником ОУН Косівщини був поручник Микола Харук-«Вихор». Тому цілком імовірно, що командир «Перебийніс» працював на посаді надрайонного референта пропаганди ОУН Косівщини.
Головний пропагандист під час рейду відділу УПА на чолі з сотником Петром Мельником-«Хмарою» територією Румунії влітку 1949 року, головним завданням було встановлення контакту з румунським підпіллям. В ніч з 26 на 27 червня група у районі гори Стіг перетнула радянсько-румунський кордон. Серед учасників рейду тільки «Перебийніс» знав румунський терен та мову і тому на політичних мітингах перед румунськими селянами тільки він виступав та відповідав на їхні запитання. За два тижні українські повстанці пройшли 150 км, не втративши жодного вояка. В ніч з 9 на 10 липня повстанці перетнули кордон і 27 липня повернулися до місця постою в с. Космач Косівського району. Під час рейду «Перебийніс» фотографував (крім нього, фотоапарати мали Дмитро Білінчук-«Хмара» і Іван Гаргат-«Липкевич») та вів щоденник і 12 жовтня 1949 р. склав детальний звіт «Двотижневий рейд в Румунію», який він особисто надрукував на машинці (оригінал звіту зберігається в Галузевому державному архіві СБУ).
У жовтні 1949 р. велика група підпільників на чолі з «Перебийносом» збудувала криївку на полонині Копилаш, в якій зимувало 20 чоловік. Після танення снігу, в квітні 1950 р. командир «Перебийніс» взяв із собою стрільців Івана Шкрібляка-«Дуная», Івана Дебринюка-«Непорадного» та «Чорного» (дані не встановлені) і пішов на працю в терен.
У червні 1951 р. крайовий референт пропаганди ОУН Карпатського краю Михайло Дяченко-«Гомін», більш відомий під літературним псевдонімом «Марко Боєслав», призначив його окружним референтом пропаганди ОУН Коломийщини.
За оперативними даними співробітників УМДБ по Станіславській області, які їм надав зрадник «Кіров» (агент «Тарас Степанович»), у окружного пропагандиста «Перебийноса» були три охоронці: «Чех», «Говерля», «Швидкий».
Загинув «Перебийніс» (останній зв'язковий окружних проводів ОУН Коломийщини і Буковини із закордонним представництвом УГВР) 31 жовтня 1951 р. на радянсько-румунському кордоні, під час сутички з румунськими прикордонниками, йдучи на зв'язок. Під час бою в полон був захоплений його охоронець Василь Рабинюк-«Чех». Румунські органи держбезпеки передали тіло загиблого і заарештованого «Чеха» радянському МДБ. Місце поховання Назарія Данилюка невідоме.
Існує версія, що командир «Перебийніс» був нагороджений Бронзовим хрестом заслуги. Ця відзнака була при загиблому і її показував слідчий УМДБ заарештованому підпільнику Юрію Паєвському-«Жуку». Але чи це була нагорода «Перебийноса» (в списках відзначених БХЗ його псевдо немає), чи він мав вручити її комусь із членів ОУН, невідомо.
Дружина Назарія Лючія загинула 1944 року в Галичині, недалеко від села Жаб'є. Її розстріляв один з командирів УПА за підозрою у зраді, яку подальше внутрішнє розслідування СБ не підтвердило. З'ясувалось, що причиною інциденту стала дезінформація, надана командирові іншим глибоко законспірованим агентом-зрадником.

## Вшанування пам'яті
28 серпня 2011 року у Чернівцькій області відбулося урочисте відкриття меморіального знаку на честь курінного Буковинського куреня УПА Назарія Данилюка (сотника «Перебийноса»). Пам'ятний знак у селі Витилівка, де народився Назарій Данилюк, було урочисто відкрито й освячено з нагоди сторіччя від дня народження легендарного командира.